# ドナルドの駅長さん
『ドナルドのだちょう』または『ドナルドの駅長さん』（ドナルドのえきちょうさん、原題：Donald's Ostrich）は、ウォルト・ディズニー・プロダクション（現：ウォルト・ディズニー・カンパニー）が制作したアニメーション短編映画作品。ドナルドダック・シリーズの第3作である。

## あらすじ
とある駅の駅長を務めるドナルドは列車で運ばれてくる荷物を受け取るためにホームへ出るが、大量の荷物を放り投げられドナルドは荷物の下敷きに。憤慨しながらも荷物を運ぼうとするドナルドだったが、いきなり1つの箱の下から長い脚が現れ、さらに長い首と頭が現れた。箱の中に入っていたのはダチョウだったのだ。ドナルドを一目見たダチョウはドナルドを気に入ってしまい、熱烈なキスを浴びせ付きまとう。

## スタッフ
- 監督：ジャック・キング
- 作画：ジャック・ハンナ、ポール・アレン、ジョニー・キャノン
- 音楽：オリバー・ウォレス

## キャスト
| キャラクター         | 原語版               | 旧吹き替え版 | 新吹き替え版 |
| -------------------- | -------------------- | ------------ | ------------ |
| ドナルドダック       | クラレンス・ナッシュ | 関時男       | 山寺宏一     |
| ダチョウのホーテンス | ？                   | ？           | ？           |

## 日本での公開

### 収録
- 『ゆかいな仲間たち ハロー!ドナルド』（VHS、ブエナ・ビスタ・ホーム・エンターテイメント、新吹き替え版）
- 『ドナルドダック・クロニクル Vol.1 限定保存版』（DVD、ブエナ・ビスタ・ホーム・エンターテイメント、新吹き替え版）